# نستور مانفردی
نستور مانفردی (اسپانیایی: Néstor Manfredi‎؛ زادهٔ ۲۲ اوت ۱۹۴۲) بازیکن فوتبال اهل آرژانتین بود.
از باشگاه‌هایی که در آن بازی کرده‌است می‌توان به باشگاه فوتبال روساریو سنترال اشاره کرد.